# Torenlaan 32-50
De vijf dubbele woningen aan de Torenlaan 32-50 vormen een gemeentelijk monument in Baarn in de provincie Utrecht.
De huizen aan de Torenlaan werden in 1931 ontworpen voor J.G. Brouwer door architect G.J. Rutgers. Er zijn drie typen: In het midden type A, aan weerszijden daarvan type B en helemaal links en rechts type C. Door de aanleg van een verdiepte voortuin kregen alle huizen een meer monumentaal aanzien.

## Type A(nummers 40-42)
Het middelste huis met nummer 40-42 heeft een symmetrische voorgevel die bestaat uit twee puntgevels met erkers plus balkon. De ingangen zijn in de zijgevel.

## Type B(nummers 36-38 en 44-46)
Type B bestaat uit één en twee bouwlagen: in het midden is de dubbele woning een laag hoger opgetrokken. Op die verdieping bevinden zich twee driezijdige erkers. Aan de linker- en rechterzijde van het middendeel is een kleine veranda die wordt overkapt door een deel van het zadeldak.

## Type C(nummers 32-34 en 48-50)
De buitenste blokken hebben een asymmetrische voorgevel en hebben een naar voren geplaatste afgeronde vleugel. Het dak heeft verschillende vormen daktegels boven deze vleugel en eindigt in een kegelvorm die aansluit op de topgevel. Opvallend is de grote schoorsteen naast de vleugel. De buitenste blokken vormen een soort visuele afsluiting van de vijf dubbele huizen. In het midden van de gevel is een veranda-achtige uitbouw.

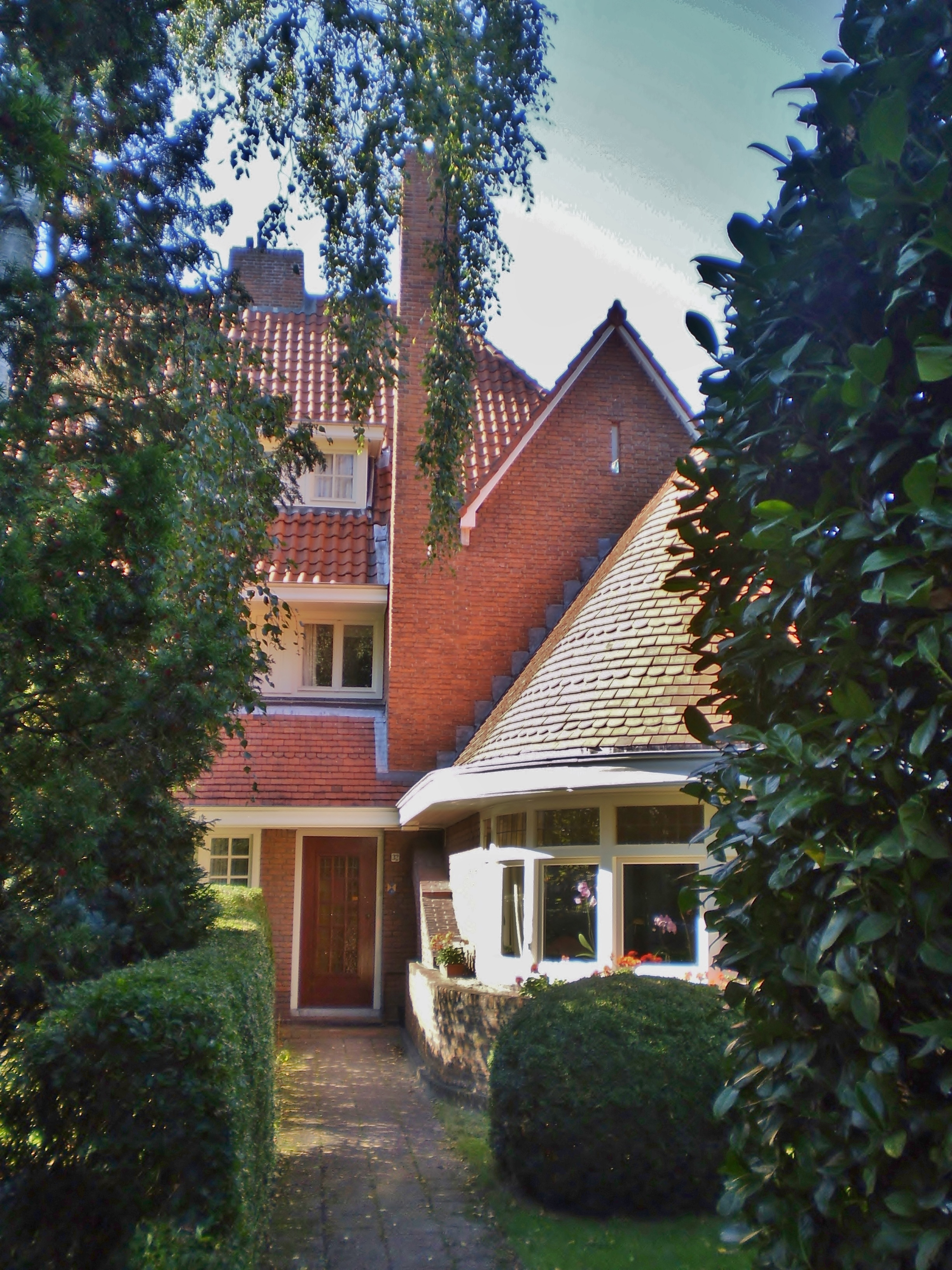
Torenlaan 32
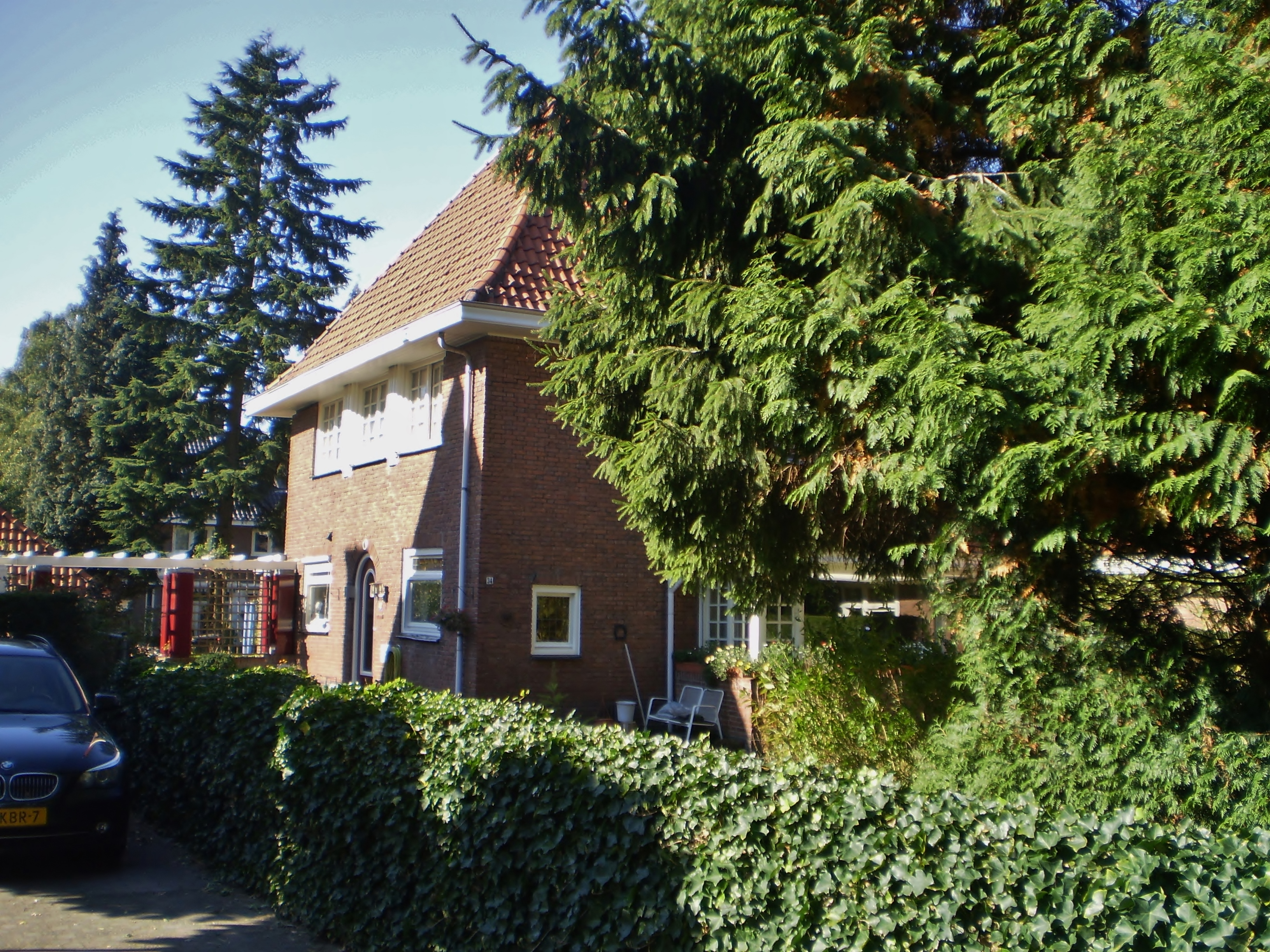
Torenlaan 34
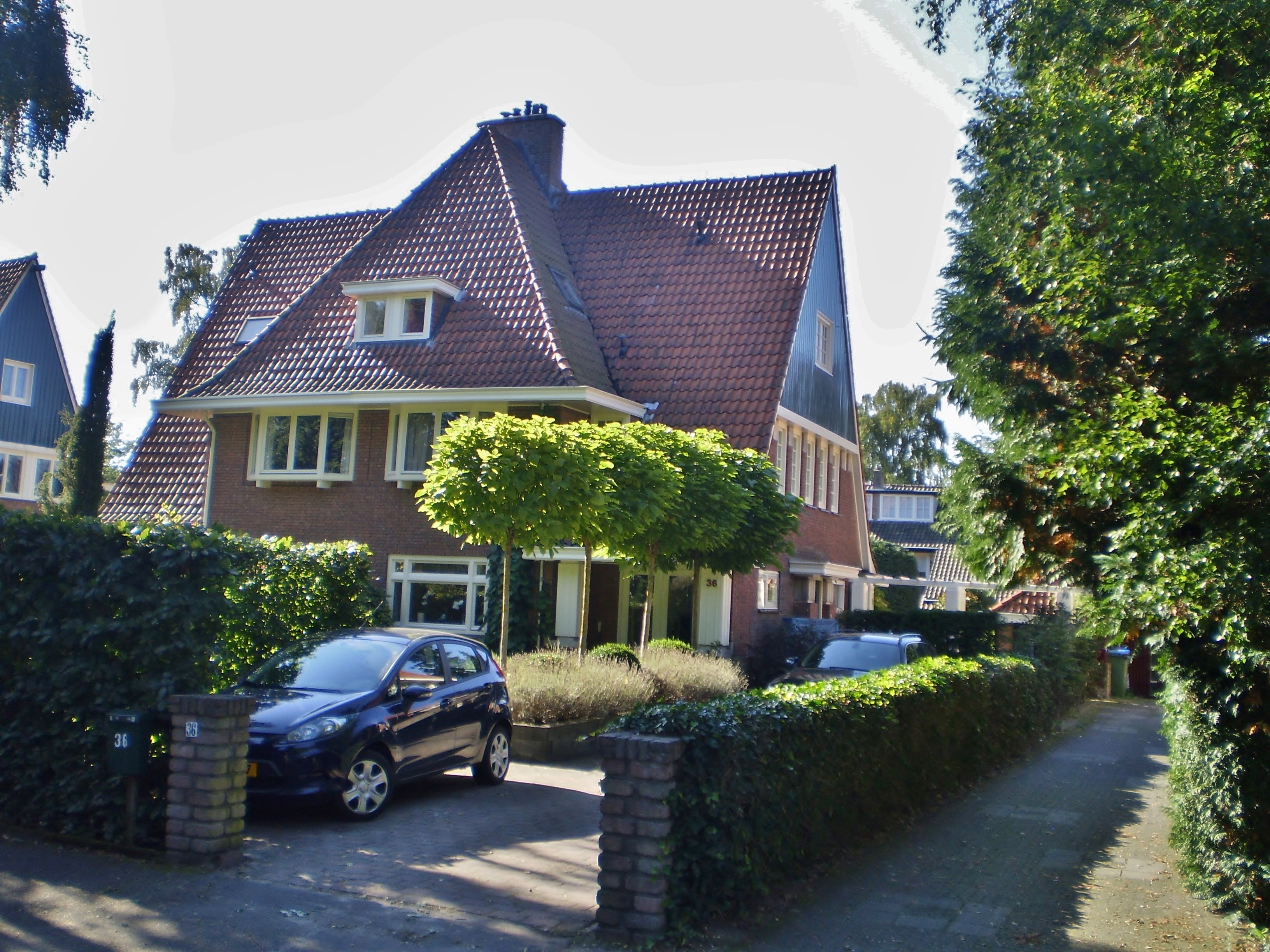
Torenlaan 36
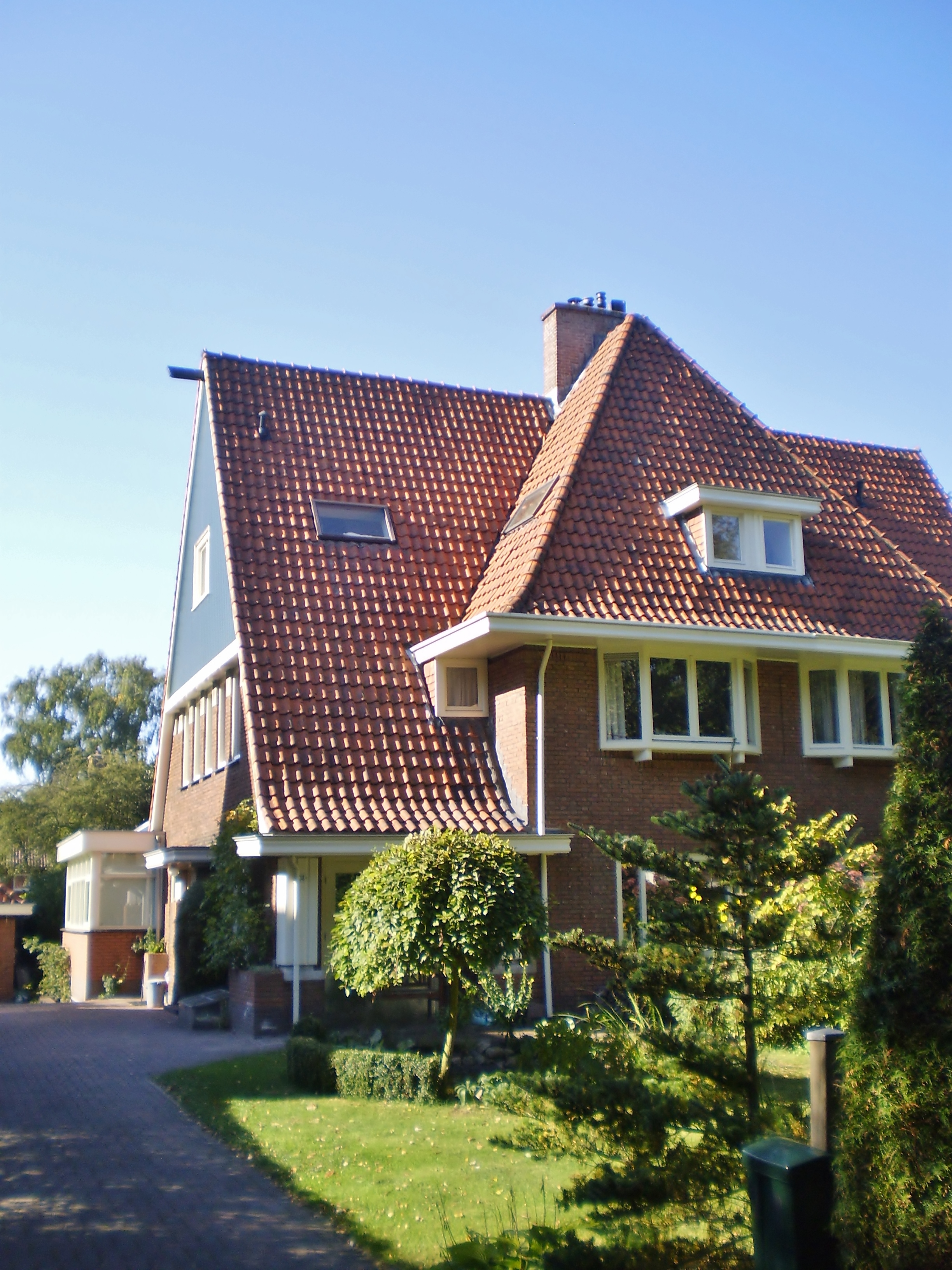
Torenlaan 38
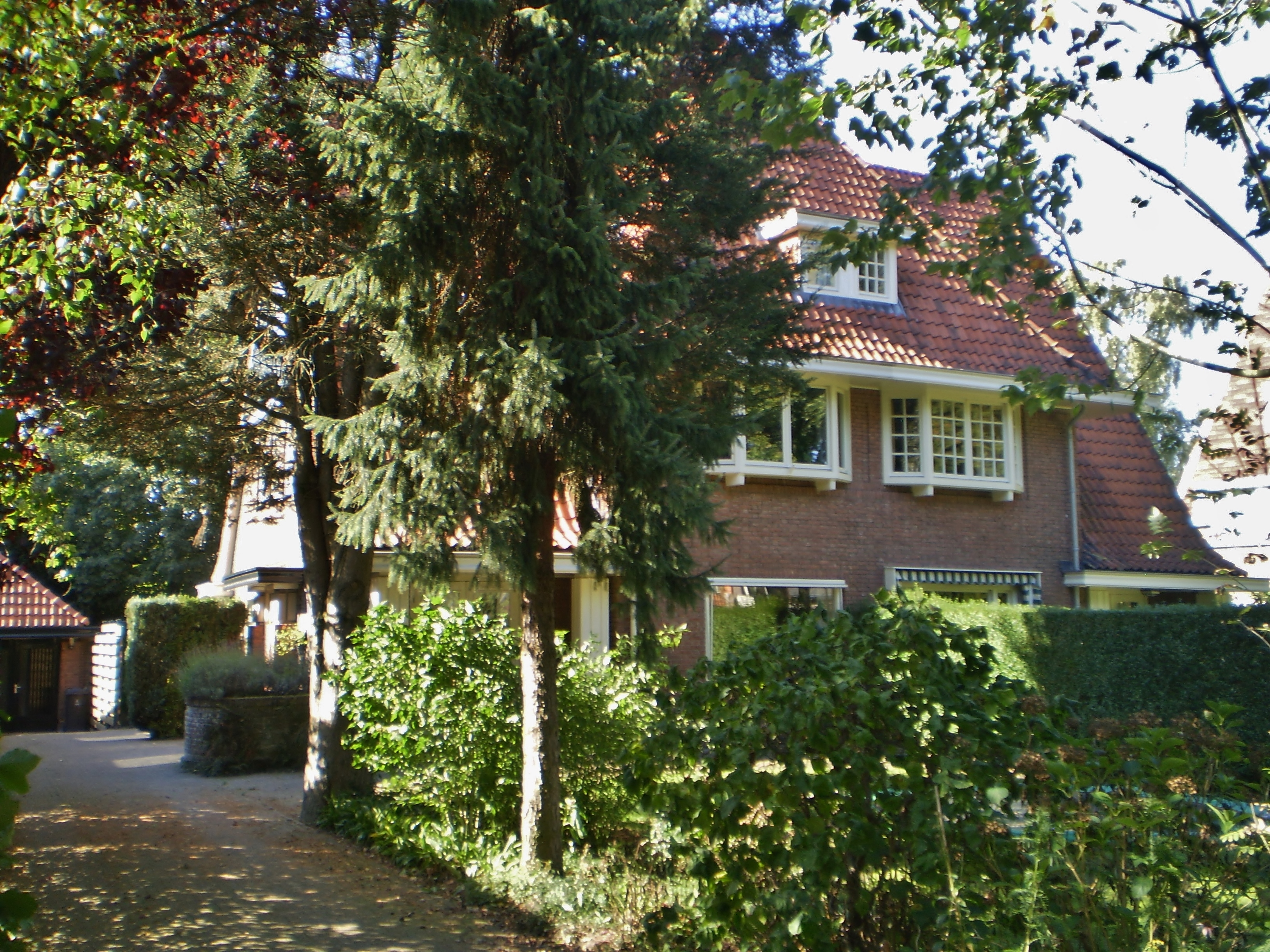
Torenlaan 40
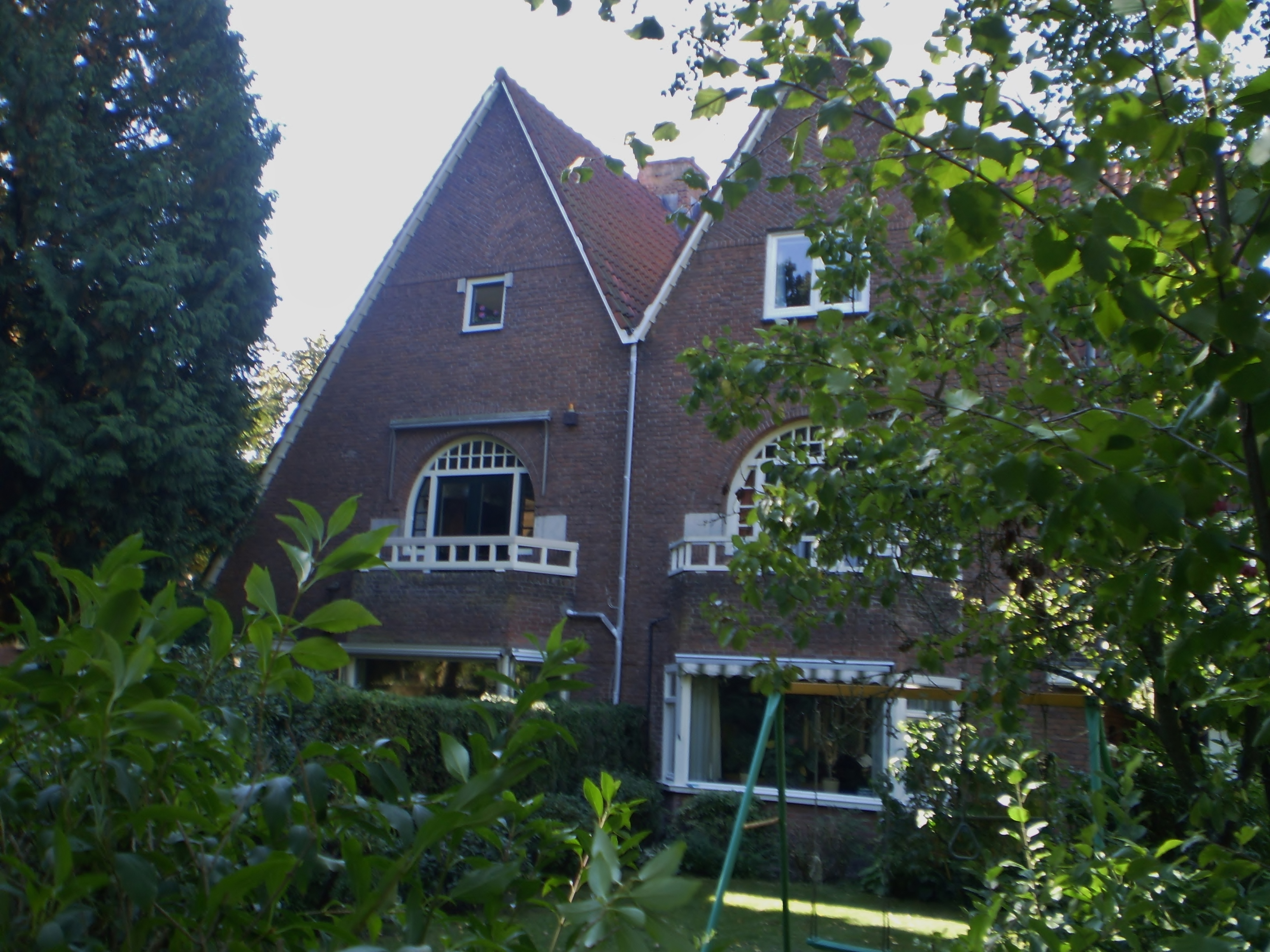
Torenlaan 42
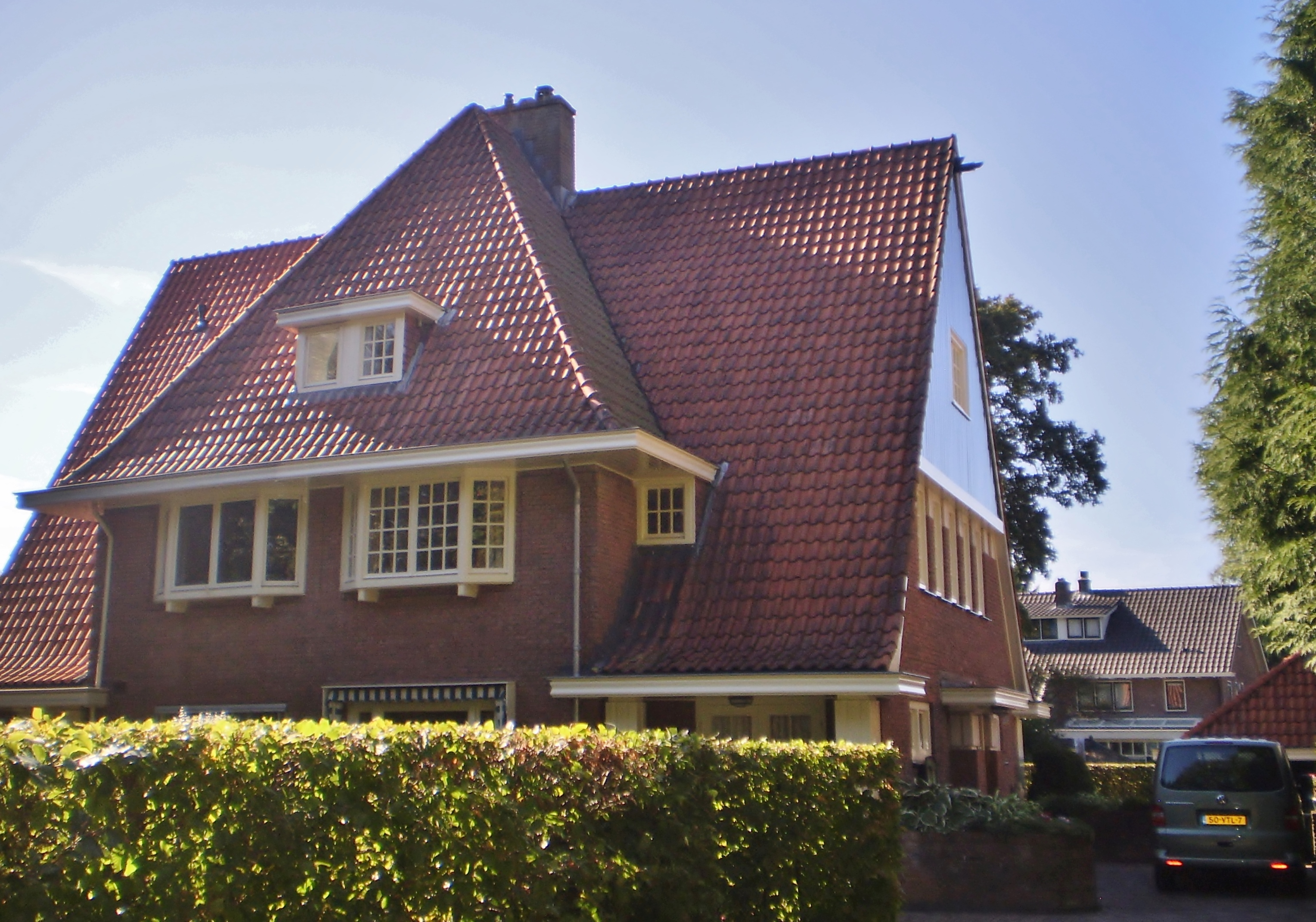
Torenlaan 46
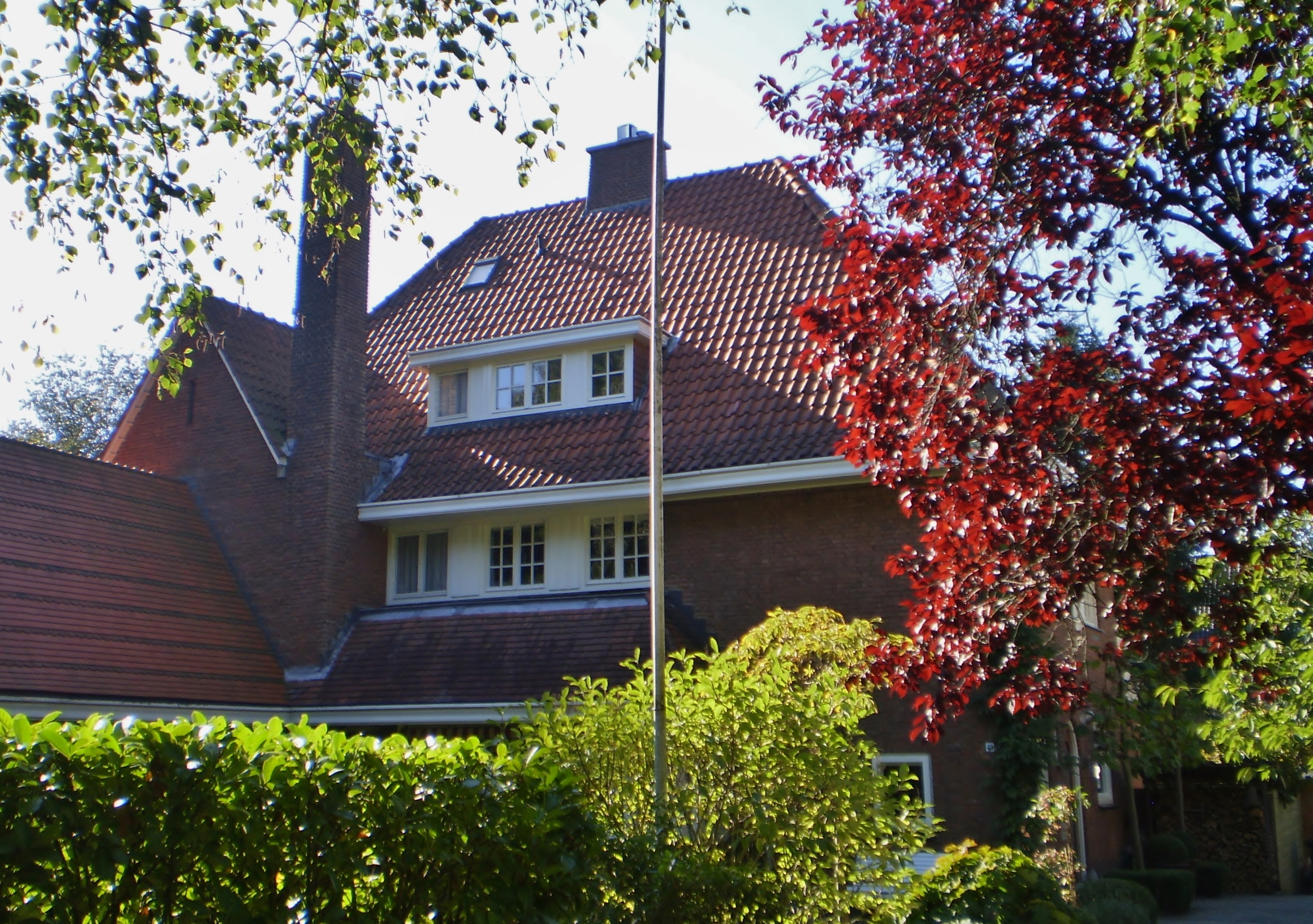
Torenlaan 48
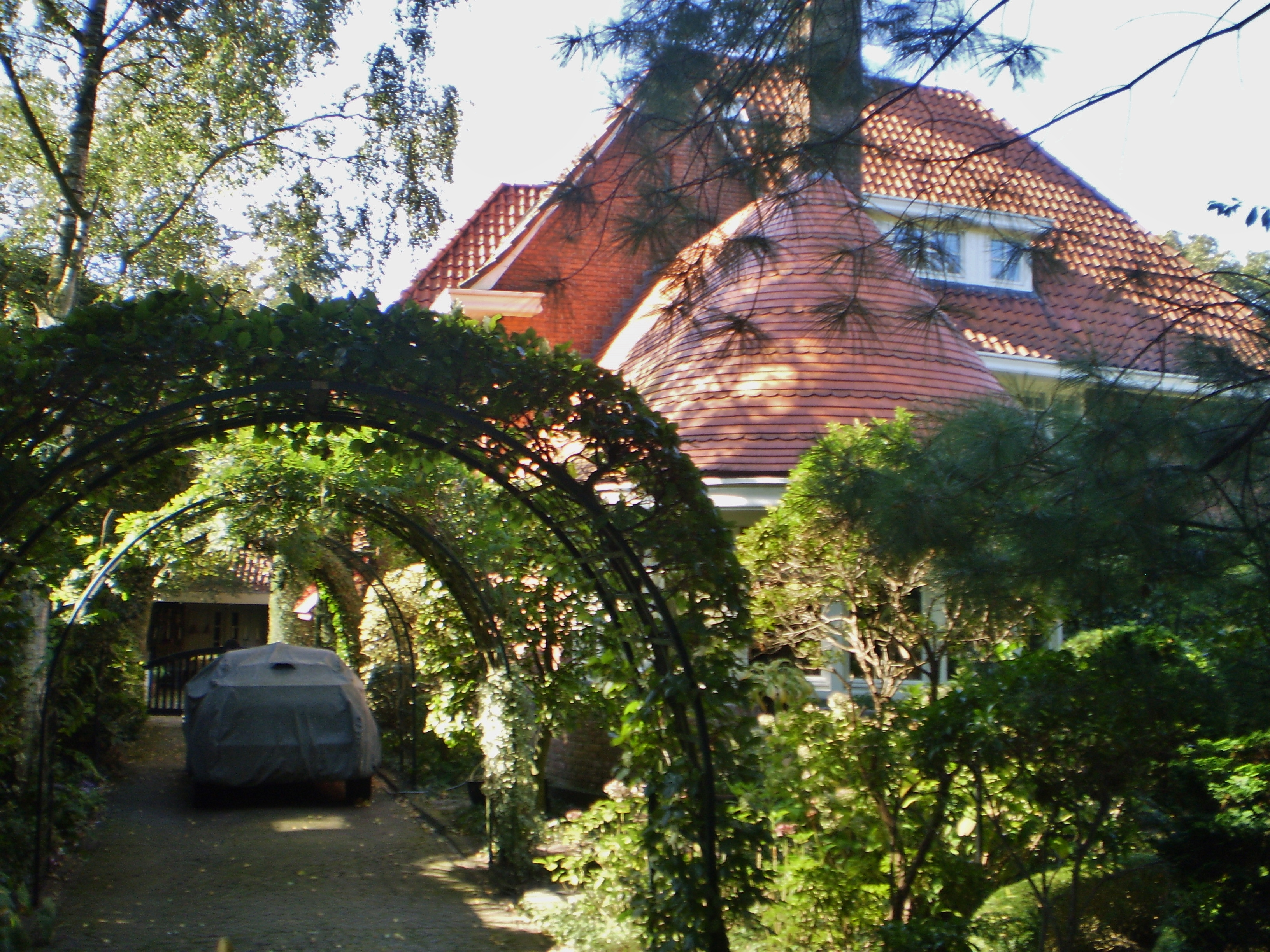
Torenlaan 50